# Грязе-Царицынская железная дорога
Грязе-Царицынская железная дорога — железная дорога в Российской империи. Построена для обеспечения железнодорожного сообщения центра страны с югом.

## История
Концессия на первый участок — от города Грязи, где соединялись линии Орловско-Грязинской и Козловско-Воронежской железных дорог, до Борисоглебска (Грязе-Борисоглебская железная дорога), длиной 199 вёрст (212,3 км), выдана 21 марта 1868 года Борисоглебскому земству. Строительство дороги было начато в 1868 году. Движение открыто 4 декабря 1869 года. В строительстве принимал участие Пётр Ионович Губонин. Дорога являлась второй в крае. 
20 июня 1869 года утверждена концессия на Грязе-Царицынскую железную дорогу и технические условия второго участка от Борисоглебска до Царицына. В 1870 году утвержден устав «Общества Грязе-Царицынской железной дороги Борисоглебского земства». В 1871 году дополнением к уставу обществу разрешено строительство Урюпинской ветви от станции Алексиково. 
В 1871 году открыто движение на участке от станции Филоново до Царицына и по соединительной ветви между Грязе-Царицынской ж. д. и Волго-Донской ж. д. 17 декабря открыто движение на железнодорожной ветви от станции Алексиково до Урюпинской станицы. Участок от Борисоглебска до Царицына длиной 367 вёрст (391,5 км). Ветвь в Урюпино длиной 33 вёрст (35,2 км) построена на территории Области Войска Донского.

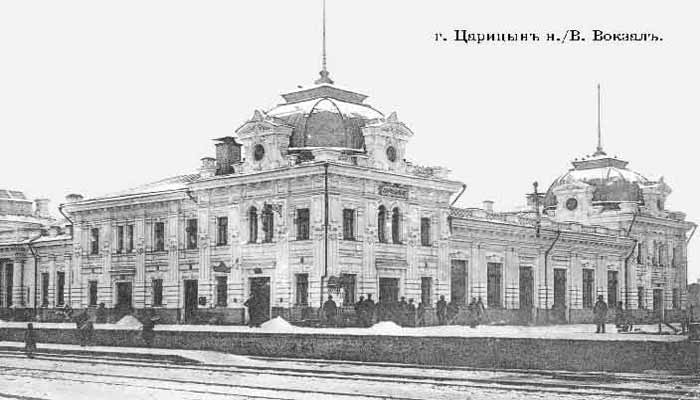
Вокзал в Царицыне

Линия от Грязей до Царицына составляет продолжение большой линии Рига — Царицын, соединяющей балтийское поморье с берегами нижней Волги.
В 1878 году присоединена бывшая Волго-Донская железная дорога (74 вёрст, 78,9 км), между городом Царицын на Волге и Калачом на Дону.
В 1893 году дорога вошла в состав дорог общества «Юго-Восточные железные дороги».

### Станции
- Алексиково (Новониколаевская)
- Царицын (Царицын)
- Царицын-Тихорецкая (Царицын)
- Арчеда (Фролово)

## Экономика

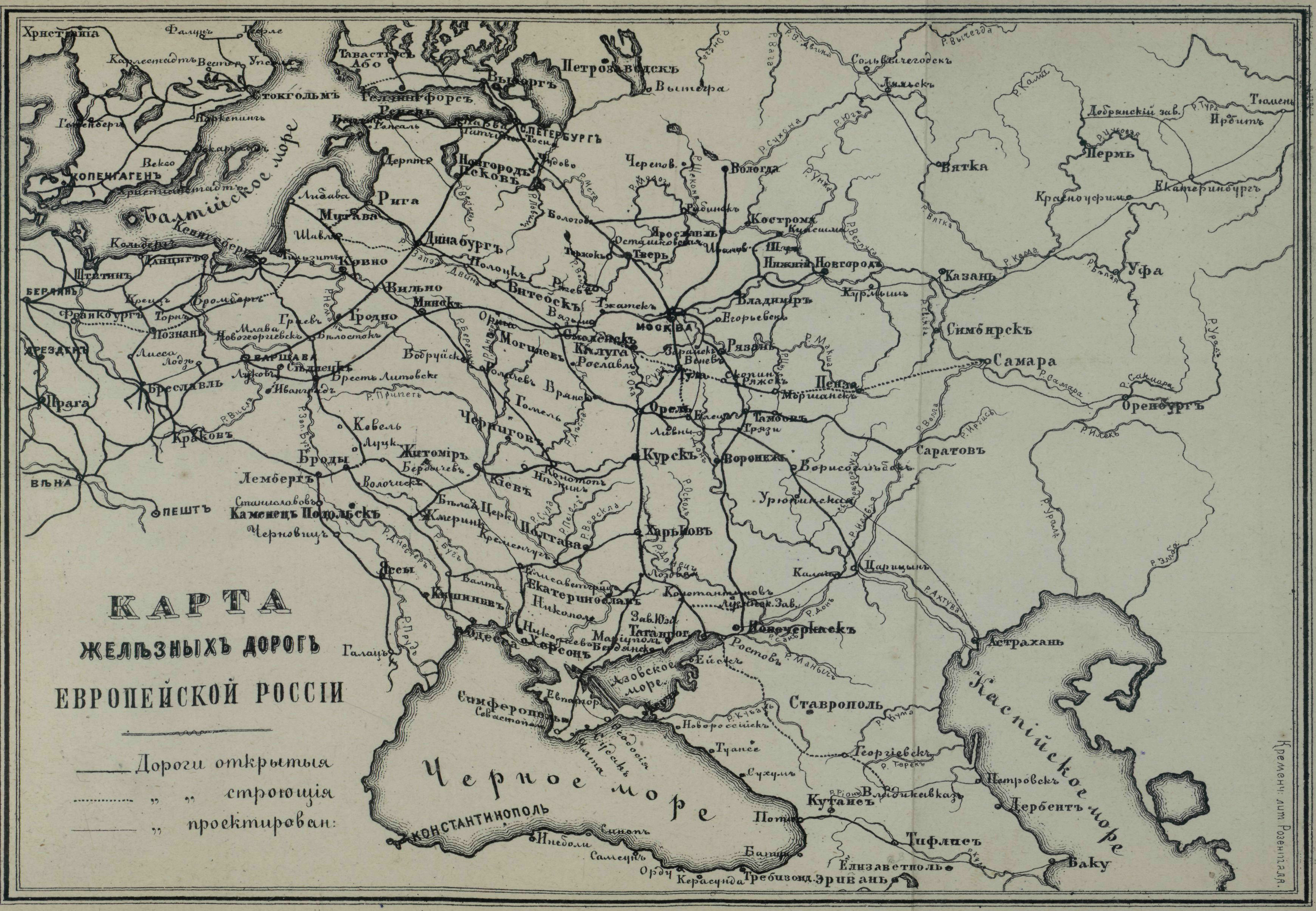
Грязе-Царицынская и Волгодонская железные дороги на карте железных дорог Российской империи 1893 года

Помимо хлебных грузов, первые два участка Грязе—Царицынской железной дороги имели ещё два значимых вида грузов, которые играли на них бо́льшую чем на какой-либо другой русской железной дороге роль: рыба и нефть.
Высокий грузопоток рыбы обусловлен тем, что Царицын — ближайший железнодорожный пункт к низовьям Волги и Урала с их громадными рыбными ловлями, а перевозка нефти приняла большие размеры с того времени, как были введены в строй суда— и вагоны-цистерны. В Царицыне нефть перекачивается с волжских барок в вагоны-цистерны и идет во всю среднюю Россию к югу от Москвы, в Западный край и прибалтийские губернии.
Довольно важный груз также — соль.
По 3-му участку главные грузы идут от Волги к Дону, и самый важный из них — лес в разных видах. Благодаря перевозке в область Дона Царицынская лесная пристань — самая большая на Волге. Волок между Волгой и Доном так узок, что торговое движение установилось здесь давно; но до конца 1850-х годов товары обыкновенно перевозились от посада Дубовки на Волге в Качалинскую станицу на Дону. Впоследствии была построена железноконная дорога между этими двумя пунктами, в конце 1850-х годов замененная паровой железной дорогой между Царицыном и Калачом. Лет 10 после постройки она давала мало дохода, и большая часть грузов между Доном и Волгой по-прежнему перевозилась на воловьих фурах. В настоящее время условия изменились к выгоде дороги, и почти все грузы перевозятся ею. Лес с Волги идет, кроме третьего участка, и на второй, а отчасти даже на первый, так как вся дорога проходит по местности, очень бедной лесом.
На Грязе—Царицынской железной дороге преобладала перевозка грузов малой скорости и, несмотря на довольно дешевые тарифы, выручка с пассажиров составляла чуть более 7 % выручки с грузов малой скорости, тогда как, например, на Двинско-Витебской железной дороги выручка с пассажиров составляет 20 % выручки с товаров малой скорости.
Грязе—Царицынская железная дорога способствовала расширению хлебопашества в степях. Выручка её сильно колебалась в зависимости от урожая и требования хлеба за границу. Неурожай 1891 года вызвал даже движение хлеба в обратную сторону — Грязей к Царицыну; то же самое явление было после неурожая 1880 года.
|                               | Величина   | Величина  |
| мет.                          | кред.      |           |
| ----------------------------- | ---------- | --------- |
| Первоначальный капитал        | 37 540 751 | 9 716 988 |
| Гарантированный доход по нему | 1 167 382  | 580 269   |

|               | Величина, металл. руб. |
| ------------- | ---------------------- |
| Акционерный   | 20 591 500             |
| Облигационный | 15 586 321             |

| Вид дохода | Сумма, руб. | На версту дороги, руб. | % от валового дохода |
| ---------- | ----------- | ---------------------- | -------------------- |
| Валовой    | 8 827 322   | 12 540                 | 100                  |
| Чистый     | 4 429 121   | 6 292                  | 50                   |

| Статья расхода                                      | Сумма, руб. | На версту дороги, руб. | % от общ. итога расход |
| --------------------------------------------------- | ----------- | ---------------------- | ---------------------- |
| Правление общее, контроль сборов и общие расходы    | 377 552     | 536                    | 8,6                    |
| Содержание собственно правления                     | 110 758     | 157                    | 2,5                    |
| Управление дорогой                                  | 198 994     | 283                    | 4,5                    |
| Надзор за путями и зданиями, содержание и ремонт их | 1 224 883   | 1 740                  | 27,8                   |
| Зимний ремонт пути                                  | 79 776      | 113                    | 1,8                    |
| Движение                                            | 807 426     | 1 147                  | 18,3                   |
| Тяга                                                | 1 437 739   | 2 042                  | 32,7                   |
| . . .                                               |             |                        |                        |
| Итого                                               | 4 398 201   | 6247                   | 100                    |

| Показатель                                                                      | Единица измерения | Величина       |
| ------------------------------------------------------------------------------- | ----------------- | -------------- |
| Число перевезенных платных пассажиров                                           | чел.              | 399 283        |
| Средний пробег одного платного пассажира                                        | вер.              | 140            |
| Общая выручка с перевоз. всех платных пассажиров                                | руб.              | 546 743        |
| Общая выручка со всех грузов большой скорости                                   | руб.              | 686 549        |
| Общее колич. пуд. груз., перевез. по тарифам малой скорости попудно и повагонно | пуд.              | 99 815 692     |
| В том числе перевез. в сторону наибольш. движ.                                  | пуд.              | 65 014 575     |
| Общее количество пудо-верст, пройд. грузами малой скорости                      | пудо—вёрст        | 29 313 384 815 |
| Средний пробег одного пуда груза малой скор. вообще                             | вер.              | 294            |
| Общая выруч. с перев. груз. мал. скор. попуд. и повагон.                        | руб.              | 6 875 848      |

## Грузооборот
|                             | Объём перевезённых грузов по годам, тыс. пуд. | Объём перевезённых грузов по годам, тыс. пуд. | Объём перевезённых грузов по годам, тыс. пуд. | Объём перевезённых грузов по годам, тыс. пуд. |
| 1882 год                    | 1887 год                                      | 1890 год                                      | 1891 год                                      |                                               |
| --------------------------- | --------------------------------------------- | --------------------------------------------- | --------------------------------------------- | --------------------------------------------- |
| Всех I уч.                  | 49 244                                        | ▲ 60 581                                      | ▲ 69 013                                      | ▼ 66 867                                      |
| Всех II уч.                 | 38 399                                        | ▲ 48 038                                      | ▲ 57 359                                      | ▲ 57 807                                      |
| Всех III уч.                | —                                             | 34372                                         | ▲ 41 548                                      | ▲ 46 743                                      |
| Хлебных грузов I уч.        | 9243                                          | ▲ 18 847                                      | ▲ 17 668                                      | ▼ 13 196                                      |
| Хлебных грузов II уч.       | 5589                                          | ▼ 5010                                        | ▲ 10 796                                      | ▼ 8378                                        |
| Леса III уч.                | —                                             | 11 903                                        | ▲ 21 150                                      | ▲ 23 211                                      |
| Груз с Волги по I и II уч.: |                                               |                                               |                                               |                                               |
| Нефтяных продуктов          | 8746                                          | ▲ 17 540                                      | ▲ 18 805                                      | ▲ 18 962                                      |
| Рыбы                        | 9372                                          | ▲ 11 018                                      | ▼ 10 546                                      | ▲ 10 854                                      |
| Леса                        | 978                                           | ▼ 309                                         | ▲ 641                                         | ▲ 1140                                        |
| Соли                        | 4272                                          | ▼ 2650                                        | ▲ 3098                                        | ▲ 3425                                        |
| Арбузов                     | 314                                           | ▼ 215                                         | ▼ 151                                         | ▼ 114                                         |

Быстро возрастают нефтяные грузы, остальные почти не растут, а последние 3 товара подвержены большим колебаниям.
| Станция отправления        | Отправлено грузов, тыс. пуд. | Отправлено грузов, тыс. пуд. |
| Станция отправления        | К Грязям                     | К Царицыну                   |
| -------------------------- | ---------------------------- | ---------------------------- |
| Борисоглебская             | 6 770                        | 520                          |
| Урюпино                    | 2 173                        | 424                          |
| Царицын—город              | 3266                         | —                            |
|                            |                              | К Дону                       |
| Царицын—Соляная и Волжская | 33 701                       | 27 656                       |
|                            |                              | К Волге                      |
| Донская                    | —                            | 5811                         |